# Wyrzysk
Wyrzysk (in tedesco Wirsitz) è un comune urbano-rurale polacco del distretto di Piła, nel voivodato della Grande Polonia.
Ricopre una superficie di 160,75 km² e nel 2004 contava 14 155 abitanti.